# Cinq Toutous prêts à tout
Série Air Bud
Air Bud superstar
(2003) Les Copains des neiges
(2008)
Pour plus de détails, voir Fiche technique et Distribution.
Cinq Toutous prêts à tout ou Les Copains prêts à tout en Belgique ou La Tribu Tobby au Québec (Air Buddies) est un film américain sorti en 2006 directement en vidéo.
C'est le premier film de la série Air Bud (Air Buddies) mettant en vedette de jeunes golden retrievers. Il s'agit de l'un des films de la franchise Air Bud dont les droits appartiennent à Air Bud Entertainment et non à The Walt Disney Company qui se charge seulement de sa distribution dans certains pays.

## Synopsis
Buddy est maintenant le père de cinq chiots ayant des personnalités très différentes. aucun d'eux n'aime les mêmes choses : Bandit, amateur de hip-hop, est joueur de basket. Patapouf, grand gourmand et pétomane, est lui spécialiste de football américain. Bouh-Bouh, bouseux et peu soigné, préfère le volley. Bouddha, toujours zen, se passionne, quant à lui, uniquement pour le baseball. Puis, Rosabelle, la seule fille, est adepte du soccer. Ensemble, ils vivront une aventure palpitante pour sauver leurs parents enlevés par deux malfaiteurs.

## Fiche technique
- Titre original : Air Buddies
- Titre français : Cinq Toutous prêts à tout
- Titre belge Les Copains prêts à tout
- Titre québécois : La Tribu Tobby
- Réalisation : Robert Vince
- Scénario : Robert Vince, Anna McRoberts et Phil Hanley
- Musique : Brahm Wenger
- Photographie : Mike Southon
- Montage : Kelly Herron et Jason Pielak
- Production : Anna McRoberts et Robert Vince
- Société de production : Keystone Family Pictures
- Société de distribution : Buena Vista Home Entertainment (États-Unis)
- Pays :  États-Unis
- Genre : Aventure et comédie
- Durée : 80 minutes
- Dates de sortie : 
  -  États-Unis : 12 décembre 2006
  -  France : 13 septembre 2008

## Distribution
- Abigail Breslin (VQ : Laëtitia Isambert-Denis) : Rosabelle (voix)
- Josh Flitter (en) (VQ : Aliocha Schneider) : Patapouf (voix)
- Spencer Fox (VQ : Célia Gouin-Arsenault) : Bouh-Bouh (voix)
- Skyler Gisondo (VQ : François-Nicolas Dolan) : Bandit (voix)
- Dominic Scott Kay (VQ : Alice Dorval) : Bouddha (voix)
- Don Knotts (VQ : Benoît Rousseau) : Sniffer (voix)
- Debra Jo Rupp : Belinda (voix)
- Tom Everett Scott : Tobby (voix)
- Molly Shannon : Molly (voix)
- Wallace Shawn : Billy (voix)
- Slade Pearce (VQ : Alexandre Bacon) : Noah Framm
- Christian Pikes : Henry
- Paul Rae (VQ : Jean-Marie Moncelet) : Denning
- Patrick Cranshaw : le shérif Bob
- Tyler Guerrero : Bartleby Livingston
- Richard Karn (VQ : Thiéry Dubé) : M. Framm
- Trevor Wright (VQ : Benoît Éthier) : Grim
- Cynthia Stevenson : Mme Framm
- Holmes Osborne (VQ : Sébastien Dhavernas) : Selkirk Tander
- Jane Carr : Mme Niggles
- Reese Schoeppe : Sasha